# De Staart (Groningen)
De Staart is een voormalige boerderij in de gemeente Eemsdelta in de Nederlandse provincie Groningen.
De boerderij lag ten westen van Westeremder Voorwerk (boerderij Groote Gasthuizer Voorwerk), ten noorden van Vierburen (en Westeremden) en ten zuidwesten van Garsthuizen grofweg tussen de boerderijen Klein Karshof en De Hooge Boomen, later Aylkemaheerd. Aan westzijde van de vroegere boerderij stroomt het Maarvliet.
De boerderij is zichtbaar in de gemeente-atlas van Nederland van 1866 en op de topografische kaarten van 1909 en 1920. Op de kaart van 1934 is de boerderij verdwenen. Ter Laan noemde het in 1954 nog een streek ten noorden van Westeremden, maar er resteerde toen alleen nog een ree naar de boerderij vanaf Klein Karshof.